# Ночь без милосердия
«Ночь без милосердия» — советский фильм 1961 года режиссёра Александра Файнциммера по мотивам рассказа Курта Занднера.

## Сюжет
В гористой пустыне одной из стран Ближнего Востока, среди развалин древней крепости расположилась военно-воздушная база США. Генри Дэвис — один из лётчиков. Он доволен приличным заработком, спокойно текущими днями, обеспечивающими блестящую военную карьеру. Но Дэвис начинает понимать, что провокационные разведывательные полеты над территорией СССР могут привести к ядерной войне… 

В романе база располагалась в Арктике. В фильме она передислоцирована куда-то на Восток, что не случайно. Полет Фрэнсиса Пауэрса, сбитого 1 мая 1960 года под Свердловском, начался на пакистанском аэродроме. Но это единственный намёк на реальность, который проникает в гиперреальность фильма. Здесь всё призрачно, смутно, всё вызывает предчувствие катастрофы…— киновед Михаил Трофименков

## В ролях
- Александр Белявский — Генри Дэвис, лейтенант
- Лариса Кронберг — Барби, жена Дэвиса
- Николай Тимофеев — Тэд Клейтон, капитан
- Юрий Волков — Джошуа Говард Фрэнч, капитан
- Борис Бибиков — полковник Хэгберд
- Николай Хощанов — майор Джексон
- Леонид Марков — капитан Бенсон
- Олег Голубицкий — Ларри Хард, лейтенант
- Илья Рутберг — Томас Брукс, лейтенант
- Исаак Леонгаров — сержант Соппи, бармен
- Сергей Голованов — доктор
- Елена Муратова — медсестра
- Аркадий Цинман — бензозаправщик
- Никита Жалнин — Лайн, лётчик
- Леонид Видавский — летчик
- Валериан Виноградов — лётчик
- Леонид Евтифьев — летчик
- Михаил Семенихин — механик
- Пётр Кононыхин — эпизод
- Артур Нищёнкин — эпизод
- Эрвин Кнаусмюллер — эпизод
- Станислав Коренев — эпизод
- Евгений Кудряшёв — эпизод
- Елена Вольская — эпизод